# Dietrich Lortz
Dietrich Lortz (* 8. August 1935 in Massen; † 19. April 2013 in München) war ein deutscher Physiker.
Lortz studierte an der Christian-Albrechts-Universität Kiel und wurde 1962 in München promoviert (Titel der Dissertation: Instabilitäten der stationären Konvektionsströmungen endlicher Amplitude). Seit dem Studium war er Mitglied der Landsmannschaft Troglodytia Kiel und der Landsmannschaft Plavia-Cheruscia München. Er habilitierte sich 1969 in München mit der Habilitationsschrift: Über die Existenz toroidaler magnetohydrostatischer Gleichgewichte ohne Rotationstransformation. Fortan lehrte er als außerplanmäßiger Universitätsprofessor in München und forschte am Max-Planck-Institut für Plasmaphysik.
Er befasste sich theoretisch mit Magnetohydrodynamik und Hydrodynamik zum Beispiel mit Anwendungen auf die Plasmen in Tokamaks und in Stellaratoren (teilweise mit Jürgen Nührenberg in den 1970er und 1980er Jahren) und das Erdmagnetfeld. Eine hydrodynamische Instabilität der Konvektionsströmung rotierender Flüssigkeiten ist nach ihm und Günter Küppers benannt (Küppers-Lortz-Instabilität). 1968 gab er eine besonders elegante (Friedrich Hermann Busse) analytische Lösung des kinematischen Dynamoproblems.

## Werke
- mit Günther Otto Spies: Asymptotic magnetic Surfaces., Plasma Physics, Band 13, 1971, S. 799–816
- mit Günther Otto Spies: Resistive spectrum of configurations without magnetic shear . Max-Planck-Institut für Plasmaphysik, Garching 1984.
- Das Dynamoproblem. Max-Planck-Institut für Plasmaphysik, Garching 1985.
- Magnetohydrodynamik. Bibliographisches Institut, Mannheim 1992.
- Hydrodynamik. Bibliographisches Institut, Mannheim 1993.